# Gunung Begue
Gunung Begue är ett berg i Indonesien.   Det ligger i provinsen Aceh, i den västra delen av landet, 1 700 km nordväst om huvudstaden Jakarta. Toppen på Gunung Begue är 375 meter över havet.
Terrängen runt Gunung Begue är kuperad norrut, men söderut är den platt. Runt Gunung Begue är det glesbefolkat, med 15 invånare per kvadratkilometer. I omgivningarna runt Gunung Begue växer i huvudsak städsegrön lövskog.